# بيتر توريبكو
قالب:معلومات الشخصية كرة المضرب 2
بيتر توريبكو (بالألمانية: Peter Torebko) مواليد 10 فبراير 1988 في بيطوم، بولندا، هو لاعب كرة مضرب ألماني بدأ مسيرته كمحترف سنة 2008 يلعب باليد اليمنى. أعلى تصنيف له في الفردي كان المركز الـ 182 في سنة 2012 كان أعلى تصنيف له في الزوجي هو المركز الـ 497 في سنة 2014.
أعلن اعتزاله في 2021، كان هذا التأهل لنصف نهائي بريطانيا واحدًا من أبرز لحظاته الأخيرة في الملاعب.

## روابط خارجية
- بيتر توريبكو على موقع رابطة محترفي التنس (الإنجليزية)
- بيتر توريبكو على موقع الاتحاد الدولي لكرة المضرب (الإنجليزية)
- بيتر توريبكو على موقع خلاصة التنس.كوم (الإنجليزية)
- بيتر توريبكو على موقع إي إس بي إن.كوم (الإنجليزية)